# Las Haciendas, Michoacán de Ocampo
Las Haciendas är en ort i Mexiko.   Den ligger i kommunen Aquila och delstaten Michoacán de Ocampo, i den södra delen av landet, 500 km väster om huvudstaden Mexico City. Las Haciendas ligger 33 meter över havet och antalet invånare är 235.
Terrängen runt Las Haciendas är kuperad åt nordost, men söderut är den platt. Havet är nära Las Haciendas åt sydväst.  Närmaste större samhälle är Colola, 1,9 km sydväst om Las Haciendas.